# Маклахлан, Сара
Са́ра Энн Макла́хлан (англ. Sarah Ann McLachlan; род. 28 января 1968, Галифакс, Новая Шотландия, Канада) — канадская певица, автор песен, лауреат премии Грэмми. Она известна эмоциональными звуками своих баллад. Самые популярные композиции «Adia», «Angel», «Building a Mystery», «I Will Remember You», «Possession». Диски певицы разошлись по миру тиражом в более 40 млн копий. Самый продаваемый альбом — Surfacing принес Саре известность и признание: три премии Грэмми и 8 Juno Awards.

## Факты из биографии
Родилась в Галифаксе, Новая Шотландия. С детства брала уроки вокала, игры на пианино и гитаре. В 17 лет, во время учебы в Queen Elizabeth High School, была солисткой местной рок-группы. В школьном дневнике этот период её биографии отмечен замечанием учителя «рождена, чтобы стать знаменитой рок-звездой».
Чуть позже поступает в колледж и подписывает контракт с лейблом Nettwerk Records, однако первый сингл певицы выходит только после двух лет формального сотрудничества с компанией.
В конце 1990-х годов стала инициатором и устроителем фестиваля Lilith Fair — серии концертов, где музыкантами, исполнителями и авторами выступали женщины.

## Кавер-версии
Песни Сары Маклахлан неоднократно перепевались такими исполнителями, как Келли Кларксон, Аврил Лавин, Лара Фабиан, Джош Гробан, Westlife и др.

## Личная жизнь
7 февраля 1997 года, во время отдыха на Ямайке, вышла замуж за своего музыканта Эшвина Суда. Имеет двоих дочерей — India Ann Sushil Sood (рожденную 6 апреля 2002 года в Ванкувере) и Taja Summer Sood (рожденную 22 июня 2007 года). В сентябре 2008 года певица заявила о своем расставании с мужем.

## Дискография
Студийные альбомы:
- Touch (1988)
- Solace (1991)
- Fumbling Towards Ecstasy (1993)
- The Freedom Sessions (1995)
- Surfacing (1997)
- Afterglow (2003)
- Wintersong (2006)
- Closer: The Best of Sarah McLachlan (2008)
- Laws of Illusion (2010)
- Shine On (2014)
- Wonderland (2016)

Концертные альбомы:
- Sarah McLachlan Live EP (1992)
- Mirrorball (1999)
- Live Acoustic (2004)
- Afterglow Live (2004)
- Mirrorball: The Complete Concert (2006)
- Live From Etown: 2006 Christmas Special (2006)